# Rita Tushingham
Rita Tushingham (Garston, 1942. március 14. –) BAFTA- és Golden Globe-díjas brit színésznő.
1961-ben debütált az Egy csepp méz (1961) című filmdrámában: legjobb elsőfilmes főszereplőként BAFTA- és Golden Globe-díjat nyert és a cannes-i fesztivál legjobb női alakítás díját is átvehette. Az 1960-as évek folyamán feltűnt még A bőrkabátos fiúk (1964), a Girl with Green Eyes (1964), A csábítás trükkje (1965) és Doktor Zsivágó (1965) című filmekben.
További filmjei közé tartozik a Várva várt nagy kaland (1995), a Maszk nélkül (1997), a Csodálatos Júlia (2004) és az Utolsó éjszaka a Sohóban (2021).

## Filmográfia

### Film
| Év   | Magyar cím                  | Eredeti cím                    | Szerep                      | Magyar hang          |
| ---- | --------------------------- | ------------------------------ | --------------------------- | -------------------- |
| 1961 | Egy csepp méz               | A Taste of Honey               | Josephine "Jo"              | Andai Katalin        |
| 1961 | Egy csepp méz               | A Taste of Honey               | Josephine "Jo"              | Kiss Eszter          |
| 1963 |                             | A Place to Go                  | Catherine Donovan           |                      |
| 1964 | A bőrkabátos fiúk           | The Leather Boys               | Dot                         | Esztergályos Cecília |
| 1964 | A bőrkabátos fiúk           | The Leather Boys               | Dot                         | Kiss Eszter          |
| 1964 |                             | Girl with Green Eyes           | Kate Brady                  |                      |
| 1965 | A csábítás trükkje          | The Knack ...and How to Get It | Nancy Jones                 | Margitai Ági         |
| 1965 | A csábítás trükkje          | The Knack ...and How to Get It | Nancy Jones                 | Majsai-Nyilas Tünde  |
| 1965 | A csábítás trükkje          | The Knack ...and How to Get It | Nancy Jones                 | Csampisz Ildikó      |
| 1965 | Doktor Zsivágó              | Doctor Zhivago                 | Tanya Komarovszkaja, a lány | Balázs Ágnes         |
| 1966 | Csapda                      | The Trap                       | Eve                         | nem szólal meg       |
| 1967 |                             | Smashing Time                  | Brenda                      |                      |
| 1968 | Gyémántok reggelire         | Diamonds for Breakfast         | Bridget Rafferty            | Kiss Erika           |
| 1969 |                             | The Guru                       | Jenny                       |                      |
| 1969 | A szoba-konyha              | The Bed Sitting Room           | Penelope                    |                      |
| 1972 |                             | Straight on Till Morning       | Brenda Thompson             |                      |
| 1974 |                             | Fischia il sesso               | Carol Houston               |                      |
| 1974 |                             | Situation                      | Rita                        |                      |
| 1975 |                             | Rachel's Man                   | Leah                        |                      |
| 1975 |                             | The "Human" Factor             | Janice                      |                      |
| 1977 |                             | Pane, burro e marmellata       | Vera De Virdis              |                      |
| 1977 | A nagy főzés                | Gran bollito                   | Maria                       |                      |
| 1978 | Rejtelmek                   | Mysteries                      | Martha Gude                 | Esztergályos Cecília |
| 1982 | Spagetti-ház                | Spaghetti House                | Kathy Ceccacci              | Bodnár Erika         |
| 1986 |                             | A Judgment in Stone            | Eunice Parchman             |                      |
| 1986 | A megvalósult álom          | Flying                         | Jean Stoller                | Menszátor Magdolna   |
| 1989 | Háborús amnézia             | Resurrected                    | Mrs. Deakin                 |                      |
| 1989 |                             | Hard Days, Hard Nights         | Rita                        |                      |
| 1992 | Névházasság                 | Papierowe malzenstwo           | Lou                         | Tímár Éva            |
| 1992 | A csalás gyönyöre           | Rapture of Deceit              | Dora                        |                      |
| 1994 | Harry evangéliuma           | Gospel According to Harry      | Myrna                       |                      |
| 1995 | Várva várt nagy kaland      | An Awfully Big Adventure       | Lily nagynéni               | Sztárek Andrea       |
| 1996 | Fiú a Merkúrról             | The Boy from Mercury           | May Cronin                  |                      |
| 1997 | Maszk nélkül                | Under the Skin                 | anya                        |                      |
| 1999 |                             | Swing                          | Mags Luxford                |                      |
| 2000 |                             | Out of Depth                   | Margaret Nixon              |                      |
| 2004 | Csodálatos Júlia            | Being Julia                    | Carrie nagynéni             | Várnagy Kati         |
| 2007 | Szemgolyó                   | Puffball                       | Molly                       | Gyimesi Pálma        |
| 2007 | A rejtekhely                | Il nascondiglio                | Paula Hardyn                | Illyés Mari          |
| 2008 | Szakítások                  | Broken Lines                   | Rae                         |                      |
| 2008 |                             | Telstar: The Joe Meek Story    | essexi médium               |                      |
| 2009 |                             | The Calling                    | Gertrude nővér              |                      |
| 2011 |                             | Seamonsters                    | Rose                        |                      |
| 2012 |                             | Outside Bet                    | Martha                      |                      |
| 2013 |                             | The Wee Man                    | Rita Thompson               |                      |
| 2017 |                             | My Name Is Lenny               | Reenie Joyce                |                      |
| 2020 | A tulajok                   | The Owners                     | Ellen Huggins               | Halász Aranka        |
| 2021 | Utolsó éjszaka a Sohóban    | Last Night in Soho             | Peggy Turner                | Hámori Ildikó        |
| 2023 | Boudica: A háború istennője | Boudica                        | zöld druida                 |                      |

### Televízió
| Év   | Magyar cím                   | Eredeti cím                                          | Szerep                    | Megjegyzések                     |
| ---- | ---------------------------- | ---------------------------------------------------- | ------------------------- | -------------------------------- |
| 1964 |                              | The Human Jungle                                     | Joy South                 | 1 epizód                         |
| 1973 |                              | Armchair Theatre                                     | Grace                     | 1 epizód                         |
| 1974 |                              | No Strings                                           | Leonora                   | 6 epizód                         |
| 1977 |                              | Green Eyes                                           | Margaret Sheen            | tévéfilm                         |
| 1980 |                              | Ladykillers                                          | Charlotte Bryant          | 1 epizód                         |
| 1982 |                              | Les confessions du chevalier d'industrie Félix Krull | Mrs. Twentyman            | 5 epizód                         |
| 1984 |                              | Seeing Things                                        | Dr. Jessica Edwards       | 1 epizód                         |
| 1985 |                              | ABC Weekend Special                                  | Mrs. Prysselius           | 1 epizód                         |
| 1988 |                              | Bread                                                | Celia Higgins             | 11 epizód                        |
| 1989 |                              | The Legendary Life of Ernest Hemingway               | Alice B. Toklas           | tévéfilm                         |
| 1998 |                              | Nächte mit Joan                                      | Bette Davis               | tévéfilm                         |
| 2002 |                              | Helen West                                           | Margaret Mellors          | 1 epizód                         |
| 2002 |                              | The Stretford Wives                                  | Marilyn Massey            | tévéfilm                         |
| 2003 |                              | Life Beyond the Box: Margo                           | Celia Fishwick            | tévéfilm                         |
| 2005 |                              | New Tricks                                           | Elise                     | 1 epizód                         |
| 2006 | Agatha Christie: Marple      | Agatha Christie's Marple                             | Miss Elizabeth Percehouse | 1 epizód (A sittafordi rejtély)  |
| 2006 |                              | Angel Cake                                           | Millie                    | tévéfilm                         |
| 2011 |                              | Bedlam                                               | Grace                     | 1 epizód                         |
| 2014 | Életnagyságban               | In the Flesh                                         | Mrs. Lamb                 | 3 epizód                         |
| 2016 |                              | Neil Gaiman's Likely Stories                         | Effie Corvier             | 1 epizód                         |
| 2018 | Vera – A megszállott nyomozó | Vera                                                 | Audrey Latham             | 1 epizód                         |
| 2018 |                              | Still Open All Hours                                 | Annie                     | 1 epizód                         |
| 2020 |                              | The Pale Horse                                       | Bella Webb                | 2 epizód                         |
| 2021 |                              | Ridley Road                                          | Nettie Jones              | 4 epizód                         |
| 2022 | A rendfenntartó              | The Responder                                        | June Carson               | 2 epizód magyar hangja Tímár Éva |

## Díjak és jelölések

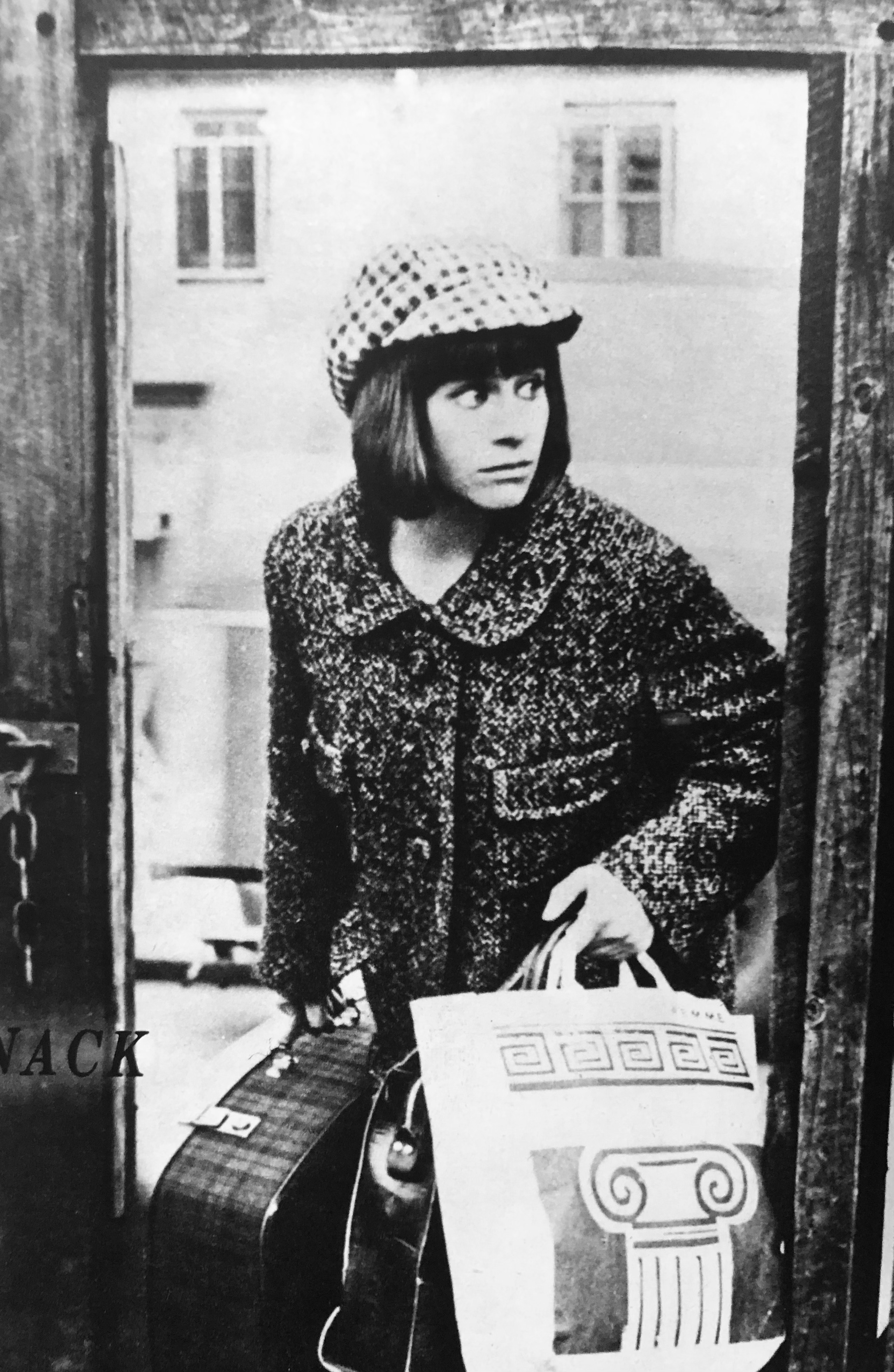
A csábítás trükkje című filmben (1965)

| Év   | Díj                    | Kategória                                          | Jelölt mű            | Eredmény | Ref.        |
| ---- | ---------------------- | -------------------------------------------------- | -------------------- | -------- | ----------- |
| 1962 | BAFTA-díj              | legígéretesebb elsőfilmes főszereplő               | Egy csepp méz        | Elnyerte | [ 6 ]       |
| 1962 | Cannes-i filmfesztivál | legjobb női alakítás díja                          | Egy csepp méz        | Elnyerte | [ 7 ]       |
| 1963 | Golden Globe-díj       | az év színésznő felfedezettje                      | Egy csepp méz        | Elnyerte | [ 8 ] [ 9 ] |
| 1965 | BAFTA-díj              | legjobb női főszereplő (brit)                      | Girl with Green Eyes | Jelölve  | [ 10 ]      |
| 1966 | BAFTA-díj              | legjobb női főszereplő (brit)                      | A csábítás trükkje   | Jelölve  | [ 11 ]      |
| 1966 | Golden Globe-díj       | legjobb női főszereplő (filmmusical vagy vígjáték) | A csábítás trükkje   | Jelölve  | [ 9 ]       |

## Fordítás
- Ez a szócikk részben vagy egészben  a   Rita Tushingham című angol Wikipédia-szócikk ezen változatának fordításán alapul.  Az eredeti cikk szerkesztőit annak laptörténete sorolja fel. Ez a jelzés csupán a megfogalmazás eredetét és a szerzői jogokat jelzi, nem szolgál a cikkben szereplő információk forrásmegjelöléseként.